# Heartache Tonight
"Heartache Tonight"은 돈 헨리, 글렌 프레이, 밥 시거, J. D. 사우터가 작사하고 이글스가 녹음한 노래이다. 이 곡은 이글스의 앨범인 The Long Run에 포함되었으며, 1979년 싱글로 발매되었다. 발매된 해의 11월, 이 곡은 미국 빌보드 핫 100에서 1위를 차지하였다. 1주일동안만 1위를 차지하였음에도 불구하고 이 싱글은 백만장 이상이 판매되었다.

## 세션 구성
- 글렌 프레이: 리드 보컬, 리듬 기타
- 돈 헨리: 드럼, 백 보컬
- 조 월시: 슬라이드 기타
- 돈 펠더: 리듬 기타
- 티모시 B. 슈미트: 베이스 기타, 백 보컬
- 밥 시거: 백 보컬

## 차트 기록
| 차트(1979년)         | 최고 순위 |
| -------------------- | --------- |
| 미국 빌보드 핫 100   | 1         |
| 미국 성인 현대곡     | 38        |
| 영국 싱글 차트       | 40        |
| 캐나다 RPM 싱글 차트 | 1         |